# Cine Nic

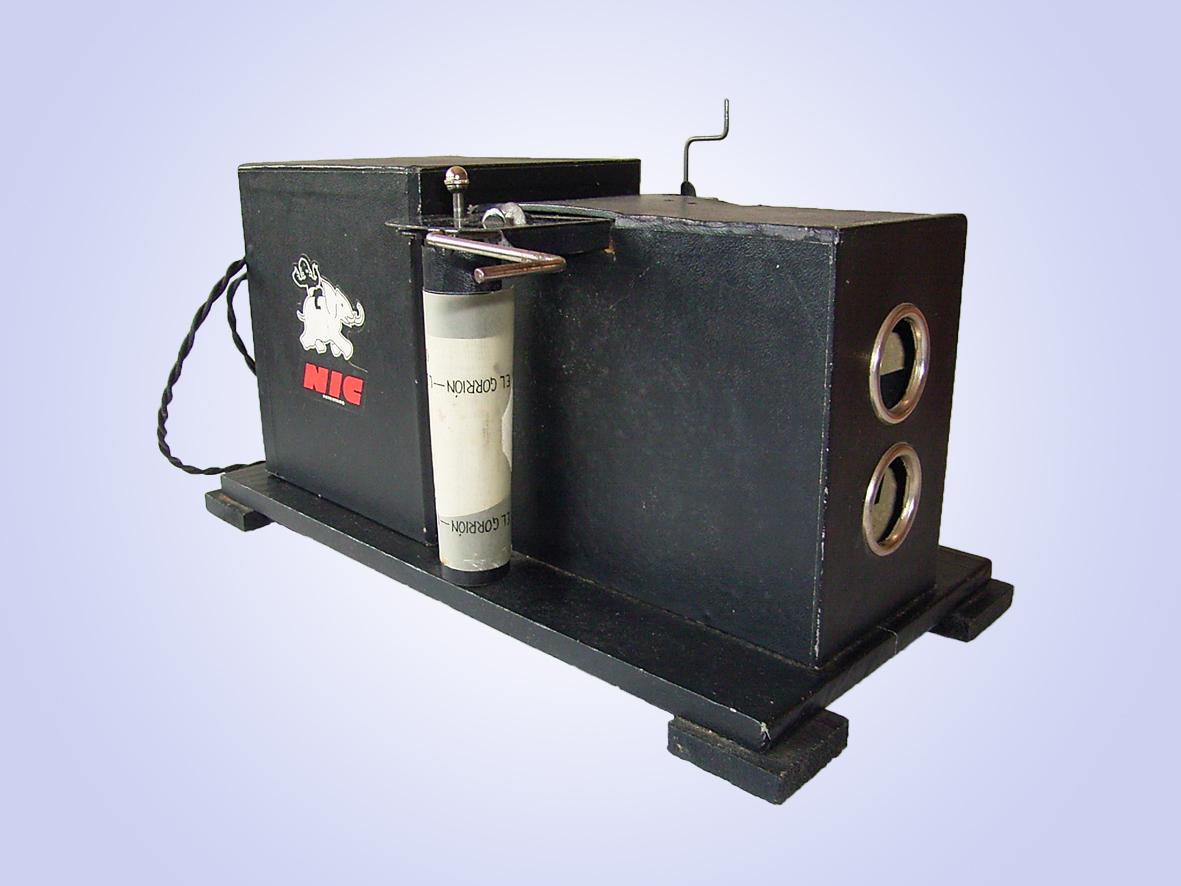
Primer model de projector de Cine Nic

El Cine NIC és un projector de cinema infantil basat en el mètode d'animació de la imatge de la llanterna màgica que va ser molt popular entre els anys 1940 i 1970.

## Funcionament
L'aparell consistia en un cos de cartró, o posteriorment de metall, on hi havia una làmpada i dues lents que eren successivament tapades per un obturador. El projector tenia dues funcions bàsiques: arrossegar la pel·lícula i obturar el pas de llum a la part superior o inferior d'aquesta pel·lícula. Les pel·lícules eren unes llargues tires de paper vegetal translúcid amb dues imatges pràcticament idèntiques, les quals, al moure una maneta, anaven avançant per darrere la lent permetent que la història s'anés desenvolupant. A la vegada, l'obturador permetia projectar alternativament una de les dues bandes de dibuixos, fet que produïa l'efecte d'animació.

## Història
L'aparell va ser patentat en Josep Maria Nicolau Griñó, enginyer industrial, i el seu germà Tomàs, enginyer tèxtil el 25 d'abril de 1931 (concessió de 11 de maig) fills d'un industrial paperer. La marca NIC creada utilitzant les tres primeres lletres del seu cognom es va registrar el mateix any. Un tercer germà, en Ramon, arquitecte, va ser l'encarregat de dibuixar les tires de les primeres pel·lícules. D'aquesta manera, els germans Nicolau, hereus d'una família d'industrials paperers, abandonaren aquesta activitat per embarcar-se en la indústria de la joguina. El Cine NIC va ser comercialitzat per l'empresa Proyector NIC S.A. propietat dels germans. L'any següent patentaren el famós logotip: un noi negre cavalcant un elefant. Una altra persona important dins de l'empresa fou Pere Bosom Guiñó, cosí dels Nicolau, que fou l'encarregat com a mecànic del procés de fabricació de les joguines.
La factoria va estar inicialment ubicada a l'avinguda del Paral·lel de Barcelona però l'any 1954 es va traslladar al carrer Nou de la Rambla 175. L'èxit del Cine NIC fou gran arreu de l'Estat Espanyol i en altres països on es va copiar i imitar aquest sistema. Així, en els anys trenta, apareixen altres aparells similars com el Cine Mickey, Cine Isuar, Cine Vailet, Rod Bul, etc. que volien, sense aconseguir-ho, fer la competència al Cine NIC. El Cine NIC fou popular, ja sigui sota la marca Cine NIC o venent la patent en molts països com França (Cine Selic de Marsella, 1931), Alemanya (Kino NIC), Portugal, Gran Bretanya, Itàlia (Topolino NIC i Cine Tom, 1936), Suïssa, Estats Units (NIC100, 200, 500, 600 i NicTalkies, factoria de Buffalo, NY), Canadà o l'Argentina (CEFA).
Durant la Guerra Civil Espanyola, l'empresa dels germans Nicolau fou col·lectivitzada i va passar a ser dirigida per un Comitè de Control, depenent del sindicat CNT, el qual va continuar amb la producció d'aparells i pel·lícules. El responsable de l'empresa va ser aleshores Pere Bosom. El fet més destacat d'aquest període és la nova concepció de les pel·lícules, amb un dibuix més modern, realitzat per Antoni Roca (1895-1977) (es tracta dels títols “La sirena i el mariner”, “El barber enfurismat” i “Les trifulques d'en Catúfol”), uns guions amb una temàtica més adulta i, per primera i única vegada, l'ús del català en els títols i intertítols.
A principis dels anys 1970, la televisió amb els seus programes infantils i de dibuixos animats arriba a moltes llars. També per les joguines de plàstic que presenten nous i desconeguts al·licients. Els projectors de cinema infantil no poden competir-hi i, progressivament, molts deixen de fabricar-se. Malgrat tot, NIC es va voler adaptar presentant al mercat el "NIC Televisión" i, el 1969, el “Super NIC Electromátic” que no van tenir èxit i a la dècada de 1970 va començar la seva decadència. L'empresa va tancar el 1974.
L'any 2003 es va fabricar i posar a la venda un projector de disseny similar però adaptat a la tecnologia actual impulsat pel el Museu del Cinema de Girona i la productora de dibuixos animats Cromosoma.

## Pel·lícules
Les pel·lícules eren unes llargues tires de paper vegetal amb dues imatges pràcticament idèntiques, les diferències eren les que donaven la sensació de moviment. Pràcticament tots el dibuixos de la primera època (des del 1931 fins a mitjans dels anys 40) eren de Ramon Nicolau Griñó, que pel fet de ser arquitecte tenia un especial domini per al dibuix. L'autor dels guions literaris i les adaptacions de contes infantils, llegendes o faules va ser en Tomàs Nicolau. Els temes tractats en les pel·lícules animades del Cine Nic eren generalment contes tradicionals o personatges clàssics com la Ventafocs, la Caputxeta, la cigala i la formiga, Hansel i Gretel o Barbablava tot i que també van crear personatges propis com "Tom el cowboy", "Nikito", "Perro sabio" "Manolín" "Pulgarcito" o "miau el gat". A partir de 1934 s'aconseguí la concessió de Popeye i l'any 1942 van obtenir de la Walt Disney Mercadishing Division la llicència per adaptar alguns personatges com Blancaneus, Pinotxo, Mickey Mouse, Pluto, Donald, 101 dàlmates o Peter Pan. L'any 1943 també es va aconseguir la de "Garbancito de la Mancha". També en aquella època es crearen pel·lícules inspirades en historietes o còmics de les anomenades serials: "Dongo, el hombre de la selva", "Planeta K-10", "Muñeco de nieve", "Policía Montada", "Coronel Cody", etc. Val a dir que un dels atractius era la possibilitat que tenia la mainada de dibuixar-se les seves pròpies pel·lícules.

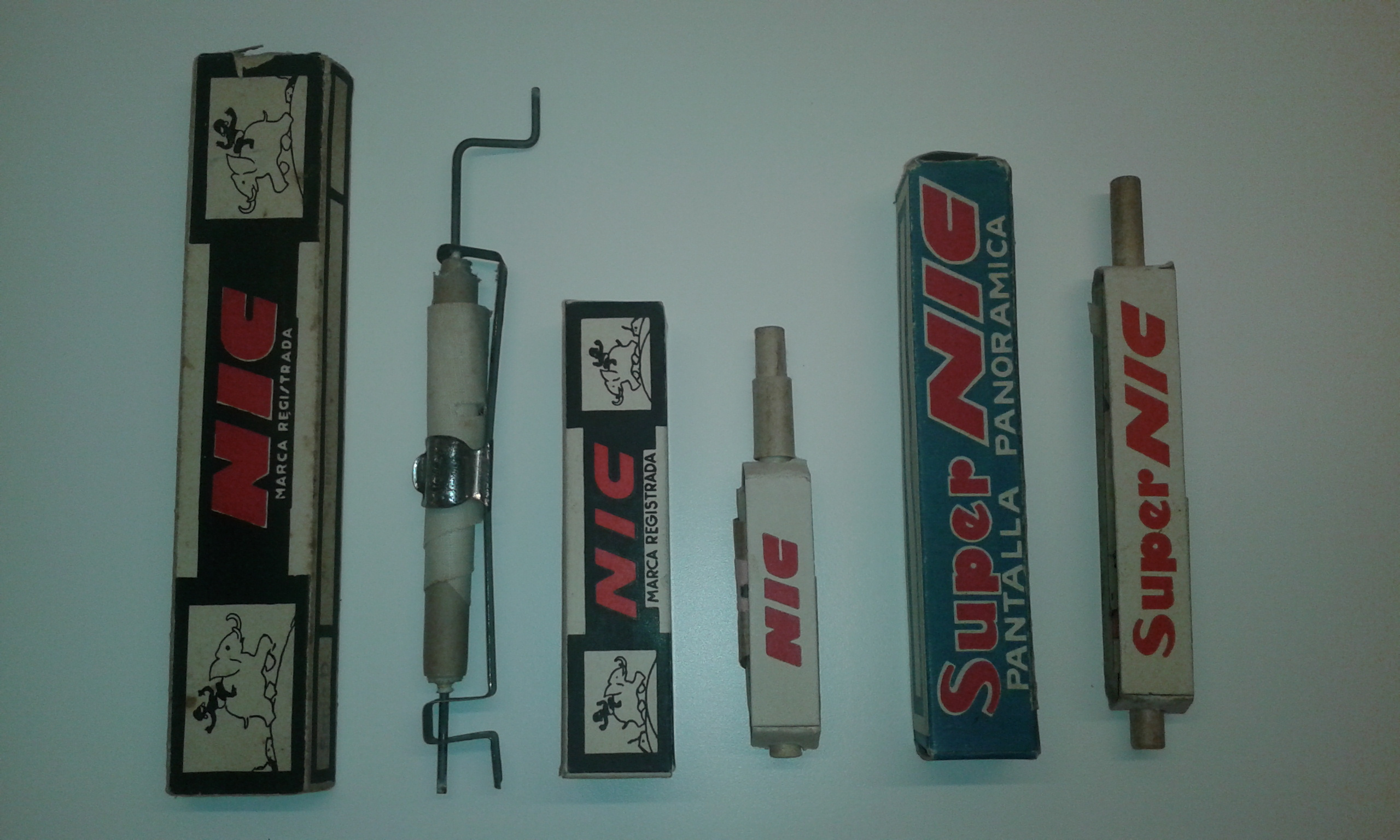
Formats de pel·lícula de Cine NIC. Les pel·lícules de Cine NIC es comercialitzaren en tres formats diferents en funció de l'època. A l'esquerre el format del primer model, al mig el de segona època i a la dreta el del Super NIC. Es mostren amb les seves capses originals.

Quasi totes les pel·lícules tenien de 4 a 6 seqüències narratives (amb tres grups de dibuixos) i una mínima llegenda escrita. Els dibuixos es pintaven de forma molt senzilla utilitzant plantilles i anilines, un tipus de color molt viu que caracteritza aquestes bandes. El format de les pel·lícules va anar canviant amb el temps per adaptar-se a les modificacions dels aparells. Bàsicament hi havia tres formats: Les primeres pel·lícules estaven muntades sobre un eix metàl·lic i tenien una amplada de 10 cm. Posteriorment, a partir de l'any 1934, les pel·lícules per als nous aparells tenien un eix de cartró que ja no servia de maneta i eren més petites, de 6 cm. Cada pel·lícula venia embalada en la seva caixa individual on constava el nom del film i aquestes es venien en caixes de 6 pel·lícules. Finalment, amb l'aparició del SuperNic les pel·lícules van tornar a tenir una amplada de 10 cm.

## Aparells
Hi va haver set models diferents. El primer model costava 16 pessetes el 1931 i va arribar fins a les 300 pessetes el 1968. La gran varietat de models de projector no només responia a una voluntat de diversificar preus, sinó també de crear nous projectors adaptats als nous avenços tecnològics en el món del cinema i la imatge.
El primer projector de 1931 (Cine NIC primer model) fou construït en cartró negre sobre una base de fusta i estava equipat amb dues bombetes de 40 W i un mecanisme guiat per una maneta que permetia moure a la vegada la pel·lícula i l'obturador. L'any següent, el 1932, es va treure un nou model amb base de cartró. El 1933, al cap de dos anys de la primera patent, els germans Nicolau presentaren un "suplemento sonoro", que era un petit gramòfon que s'acoblava al NIC primer model, per imitar les pel·lícules del cinema sonor, que havien aparegut pocs anys abans. Aquest nou sistema permetia sonoritzar les pel·lícules NIC amb un petit gramòfon situat a la part superior del projector i que estava connectat amb la maneta que feia girar la pel·lícula i que al mateix temps feia girar el disc de baquelita on hi havia enregistrat el so. A l'any següent ja es va comercialitzar un "Cine NIC Sonoro" amb aquest sistema ja incorporat de fàbrica. Els discos que sonoritzaven aquestes pel·lícules eren produïts a la mateixa fàbrica NIC i les veus pertanyien a locutors de ràdio i actors de doblatge de l'època.
L'aparell va ser reformat el 1934 (Cine NIC segona època). Era construït en metall de colors verd però el color va anar variant en el temps. Contenia una sola bombeta de 40 W i les pel·lícules eren més petites. Per a aquests nous aparells també es fabricaren amb format de “NIC sonoro”.
Posteriorment, a la dècada dels 50, es va reformar de nou i es va produir el Super NIC. Aquest aparell també era de metall i amb una bombeta de 40 W però es retornava a la mida inicial, una mica més gran, de pel·lícules. El 1959 es va crear una edició especial titulada "Super NIC Souvenir" pintada de groc i roig per a vendre als turirstes. Per a ell es crearen la sèrie de pel·lícules especials de tema taurí anomenada "Fiesta Brava".
El 1953, es produeix el NIC TV que projecta les imatges sobre una pantalla que forma part del xassís de l'aparell. Quan va ser comercialitzat no havia arribat encara la televisió a Espanya. Posteriorment es comercialitza el “NIC Reflex” consistent en un aparell de cine NIC amb un accessori que era una caixa dins la qual es projectava la pel·lícula i que gràcies a un sistema de mirall, aquesta es podia veure projectada en una pantalla situada a la part superior de la caixa. Finalment, el 1969, es va produir el Super NIC electromátic que funcionava amb un motor elèctric

## El cine Nic als museus
El principal fons del Cine NIC es troba al Museu del Cinema-Col·lecció Tomàs Mallol de Girona, amb un fons de més de 1413 peces. A Catalunya també es pot contemplar una bona col·lecció al Museu del Joguet de Catalunya a Figueres.